# Cinnamomum calciphilum
Cinnamomum calciphilum är en lagerväxtart som beskrevs av André Joseph Guillaume Henri Kostermans. Cinnamomum calciphilum ingår i släktet Cinnamomum och familjen lagerväxter. Inga underarter finns listade i Catalogue of Life.